# Ján Budaj
Ján Budaj (ur. 10 lutego 1952 w Bratysławie) – słowacki polityk i samorządowiec, działacz opozycyjny w okresie komunistycznym, przewodniczący Społeczeństwa przeciw Przemocy (VPN), poseł do Rady Narodowej, od 2020 do 2023 minister środowiska.

## Życiorys
Po ukończeniu szkoły średniej podjął nieudaną próbę opuszczenia Czechosłowacji. Studiował matematykę i fizykę na wydziale pedagogicznym w Trnawie, jednak na czwartym roku studiów z przyczyn politycznych został relegowany z uczelni. W latach 1971–1989 wielokrotnie represjonowany, był przesłuchiwany przez funkcjonariuszy komunistycznej bezpieki i pozbawiany wolności, a także objęty zakazem opuszczania kraju. Współpracował ze środowiskami opozycyjnymi, w tym z Kartą 77. W 1980 założył drugoobiegowe czasopismo „Kontakt”. Pracował początkowo jako fotograf i operator kamery w Československá televize, od 1976 był zmuszony utrzymywać się z prac fizycznych. Działał na rzecz niezależnej kultury, był założycielem grupy artystycznej, podejmował też niezależne inicjatywy ekologiczne. Jeden z autorów wydanej w 1987 publikacji Bratislava/nahlas, krytykującej jakość życia w słowackiej stolicy i uznawanej za istotną publikację w walce z komunistycznym reżimem.
W 1989 podczas aksamitnej rewolucji był moderatorem w trakcie wieców. Wziął udział w powołaniu Społeczeństwa przeciw Przemocy. Pełnił funkcję jego koordynatora, a od stycznia 1990 przewodniczącego tego ruchu. W listopadzie 1989 został dokooptowany do Słowackiej Rady Narodowej. W 1990 zrezygnował z ubiegania się o mandat w wolnych wyborach, gdy ujawniono, że jego nazwisko znalazło się na liście tajnych współpracowników policji politycznej StB. Nie odnaleziono żadnych dokumentów potwierdzających współpracę; upublicznione później dokumenty jednoznacznie zaś wskazywały, że Ján Budaj również w okresie rejestracji był traktowany jako przeciwnik systemu komunistycznego.
W latach 1991–1993 zajmował się dziennikarstwem. Od połowy lat 90. działał w Unii Demokratycznej. Od 1998 do 2002 zasiadał w Radzie Narodowej z ramienia Słowackiej Koalicji Demokratycznej. W 2000 stanął na czele nowej partii, która przyjęła później nazwę „Zmena zdola, Demokratická únia Slovenska”. W 2006 został wybrany na radnego Bratysławy.
Wraz ze swoją formacją nawiązał współpracę z ugrupowaniem Zwyczajni Ludzie. W wyniku wyborów w 2016 powrócił do słowackiego parlamentu. W 2020 z powodzeniem ubiegał się o poselską reelekcję.
W marcu 2020 został ministrem środowiska w nowo powołanym rządzie Igora Matoviča. Utrzymał tę funkcję również w utworzonym w kwietniu 2021 gabinecie Eduarda Hegera. W marcu 2023 wraz z premierem i kilkoma innymi członkami rządu przystąpił do ugrupowania Demokraci. W maju tegoż roku zakończył sprawowanie urzędu ministra.